# رالف گرگوری
رالف گرگوری (انگلیسی: Ralph Gregory; ۱۹ ژوئن ۱۹۲۱ – ۲۰۰۲ (۸۰−۸۱ سال)) بازیکن فوتبال اهل بریتانیا بود.
از باشگاه‌هایی که در آن بازی کرده‌است می‌توان به باشگاه فوتبال ویتون آلبیون اشاره کرد.